# Badevel
Badevel ist eine französische Gemeinde mit 808 Einwohnern (Stand: 1. Januar 2022) im Département Doubs in der Region Bourgogne-Franche-Comté.

## Geographie
Badevel liegt auf 353 Metern, etwa elf Kilometer östlich der Stadt Montbéliard (Luftlinie). Das Dorf erstreckt sich in den nördlichen Ausläufern des Tafeljuras in einer weiten Talmulde am Bach Feschotte, umgeben von den Höhen, die sanft nach Norden zur Burgundischen Pforte hin geneigt sind.
Die Fläche des 3,73 km² großen Gemeindegebiets umfasst einen Abschnitt im nördlichen französischen Jura. Der Hauptteil des Gebietes wird vom Becken von Badevel eingenommen, das eine Breite von einem Kilometer und eine Länge von zwei Kilometern aufweist und durchschnittlich auf 350 Metern liegt. Im Creux de Malefosse südlich des Dorfes entspringt die Feschotte, die das Becken nach Norden zum Allan entwässert. Das Becken wird vom Waldgebiet des Grand Bois du Haut des Pierres (bis 402 Meter) im Nordosten und den Waldhöhen des Grandmont im Süden flankiert. Nach Westen leitet ein fast 100 Meter hoher Steilhang zur Hochfläche von Beaucourt über. Hier wird mit 452 Metern die höchste Erhebung von Badevel erreicht.
Nachbargemeinden von Badevel sind Méziré und Grandvillars im Norden, Fêche-l’Église im Osten, Saint-Dizier-l’Évêque im Süden sowie Beaucourt und Dampierre-les-Bois im Westen.

## Geschichte
Die erste urkundliche Erwähnung von Badevel erfolgte im Jahr 1335 unter dem heutigen Namen. Im Lauf der Zeit wandelte sich die Schreibweise über Fesches-Badevel (1340) und Badevelle (1494) zu Badevel (seit 1676). Seit seiner ersten Nennung gehörte Badevel zur Herrschaft Bélieu, mit der es 1431 an die Grafen von Montbéliard gelangte. Diese führten 1541 die Reformation ein. Beim Einfall der Guisen (1587/88) wurde das Dorf geplündert und in Brand gesteckt. Bereits im 16. Jahrhundert wurde die Wasserkraft der Feschotte für den Betrieb von Mühlen genutzt. Im 17. Jahrhundert begann man bei Badevel mit dem Abbau von Eisenerz, das in den Eisenwerken von Audincourt verarbeitet wurde. Mit der Annexion der Grafschaft Württemberg-Mömpelgard (Montbéliard) gelangte das Dorf 1793 endgültig in französische Hand.
Die Industrialisierung von Badevel setzte zu Beginn des 19. Jahrhunderts ein, als Frédéric Japy hier im Jahr 1810 in einer ehemaligen Mühle die erste Uhrenfabrik gründete. Die Japy-Fabrik war lange Zeit die wichtigste Arbeitgeberin des Dorfes, bis die Uhrenherstellung nach der Krise der 1920er und 1930er Jahre in die Fabrik des benachbarten Beaucourt verlegt und die Produktionsstätte in Badevel 1935 geschlossen wurde. Heute gehört Badevel zum Gemeindeverband Pays de Montbéliard Agglomération.

## Sehenswürdigkeiten

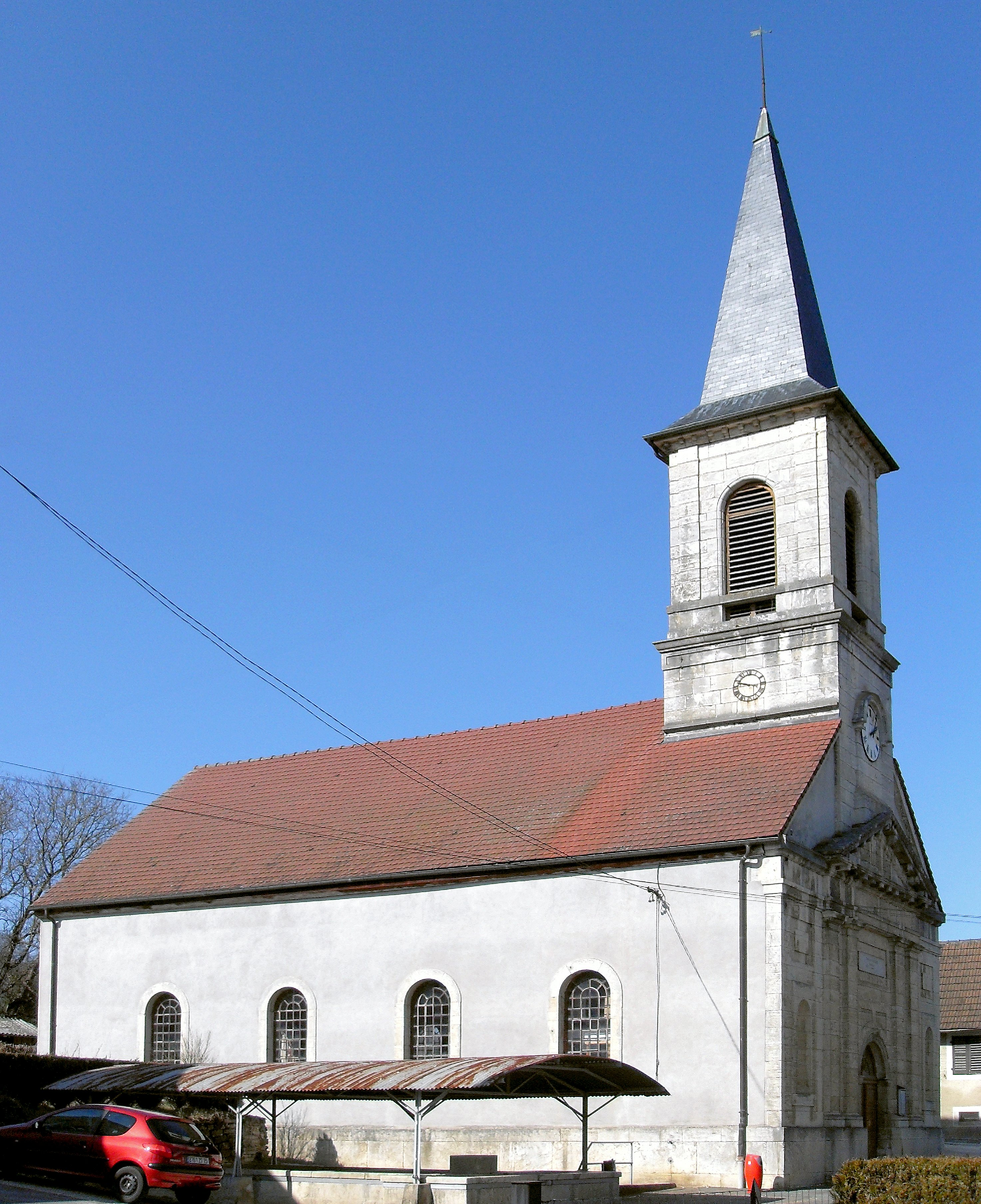
Lutherische Kirche

Die evangelische Lutherische Kirche (Temple luthérien) von Badevel wurde 1857 erbaut und besitzt eine bemerkenswerte Orgel, die ursprünglich in der Klosterkirche von Bellelay (Schweiz) stand und von Frédéric Japy 1798 gekauft wurde. Den Katholiken steht eine Kapelle zur Verfügung. Ebenfalls sehenswert ist das Mausolée Jean-Charles Japy, die Grabstätte der Japy-Dynastie.

## Bevölkerung
| Jahr                       | 1962 | 1968 | 1975 | 1982 | 1990 | 1999 | 2007 | 2020 |
| Einwohner                  | 842  | 881  | 828  | 744  | 723  | 732  | 879  | 807  |
| Quellen: Cassini und INSEE |      |      |      |      |      |      |      |      |

Mit 808 Einwohnern (Stand 1. Januar 2022) gehört Badevel zu den kleinen Gemeinden des Départements Doubs. Bereits im Jahr 1875 zählte das Dorf rund 1000 Einwohner. Der bisherige Höchststand wurde 1896 zur Zeit der größten Prosperität der Japy-Fabrik mit mehr als 1200 Personen verzeichnet. Danach folgte bis 1936 eine kontinuierliche Abnahme der Einwohnerzahl um mehr als 40 %. Seither gab es verschiedene Schwankungen, zu Beginn des 21. Jahrhunderts wurde ein Bevölkerungswachstum registriert.

## Wirtschaft und Infrastruktur
Schon zu Beginn des 19. Jahrhunderts entwickelte sich Badevel zu einer industriell geprägten Gemeinde. Heute sind einige Unternehmen des Klein- und Mittelgewerbes, insbesondere in den Branchen Feinmechanik, Metallbau und Holzverarbeitung in der Gemeinde ansässig. Ferner gibt es verschiedene Geschäfte des Einzelhandels für den täglichen Bedarf. Viele Erwerbstätige sind auch Wegpendler, die in den anderen Gemeinden der Agglomeration Montbéliard ihrer Arbeit nachgehen.
Die Ortschaft ist verkehrstechnisch gut erschlossen. Sie liegt an der Hauptstraße D463, die von Montbéliard nach Delle führt. Der nächste Anschluss an die Autobahn A36 befindet sich in einer Entfernung von ungefähr zehn Kilometern. Weitere Straßenverbindungen bestehen mit Beaucourt und Fesches-le-Châtel. Mit der Stadt Montbéliard ist Badevel durch eine Buslinie verbunden.